# Fabianův kříž ve Studénce
Fabianův kříž je volně stojící pískovcový krucifix ve městě Studénka.
Podle zápisu v pamětní knize studénské fary, shodujícím se s datováním v chronogramu na kříži, dal tento kříž na svém pozemku postavit na svůj náklad sedlák Jan Fabian s manželkou Terezií a odkázal 12 zlatých na jeho údržbu. Kříž byl s povolením knížearcibiskupské konsistoře vysvěcen 8. září 1841.
Kříž je na hranolovém podstavci, na jehož jedné straně je dedikační nápis s chronogramem: „Ke CtI a ChWaLe BožI DaL postaWIt tento s. KřIž Jan FabIan s geho Man: TerezIV s tohoto grVntV“. Na zbylých třech stranách jsou reliéfy Bolestné Panny Marie stojící na oblaku a patronů manželů Fabianových, svatého Jana Nepomuckého a svaté Terezie z Ávily, se zbytky původní polychromie. Podstavec je zakončen profilovanou římsou s rostlinnými prvky. Na podstavci je komolý jehlan s eucharisticky ověnčeným reliéfem IHS zakončený stylizovaným skaliskem s lebkou (memento mori), z nějž vyrůstá kříž s korpusem Krista. Celý kříž je vysoký 545 cm.
Fabianův kříž se původně nalézal za Fabianovou usedlostí č. p. 18 u polní cesty vedoucí na Albrechtičky. Dnes je na místě této cesty ulice 2. května a kříž se tedy nachází poblíž později postaveného domu č. p. 431 (modlitebna Církve československé husitské) na parcele 617.
Dne 9. října 2002 byl prohlášen za kulturní památku č. 52097/8-4081.

## Galerie

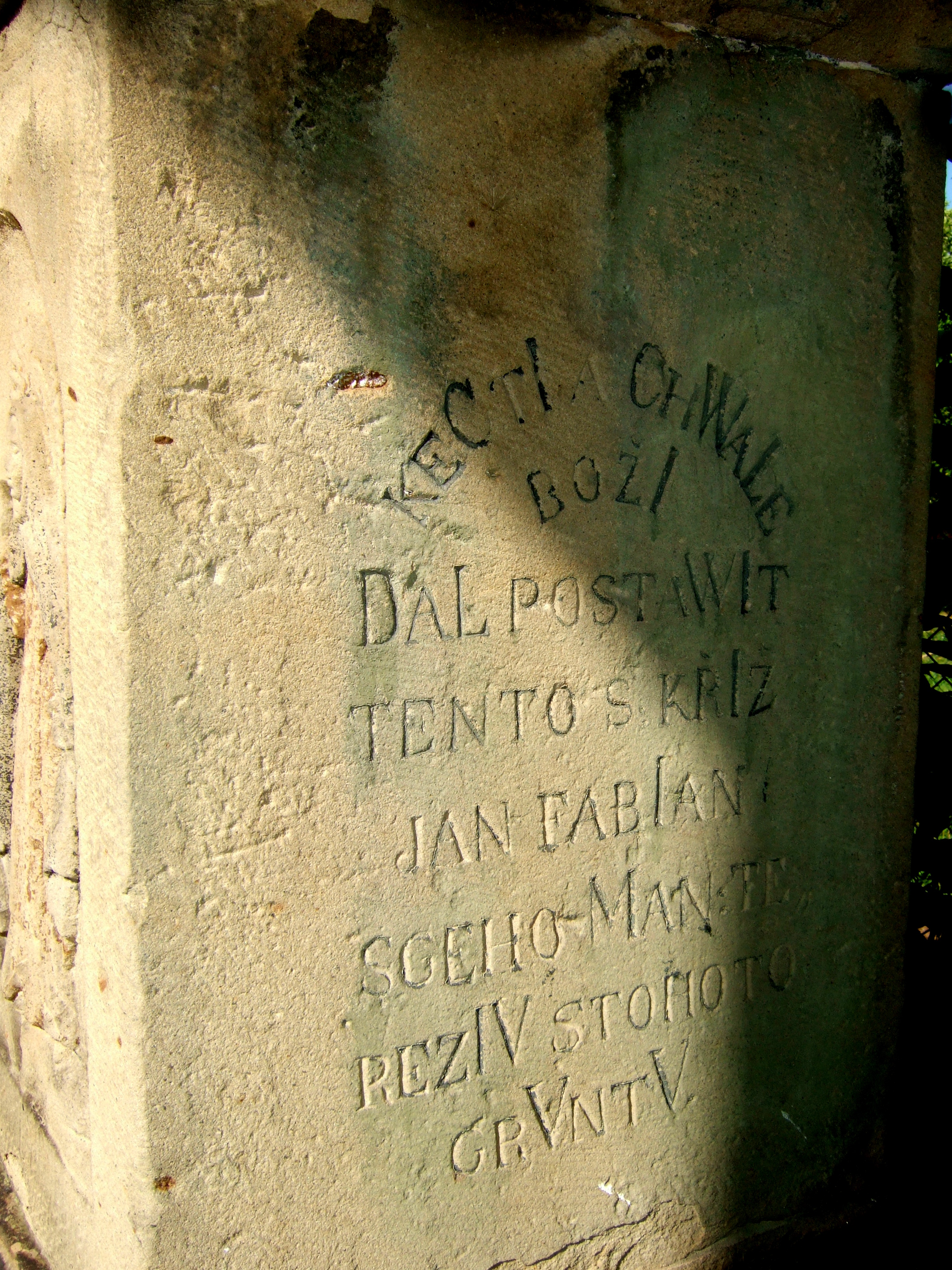
Fabianův kříž, dedikační nápis s chronogramem
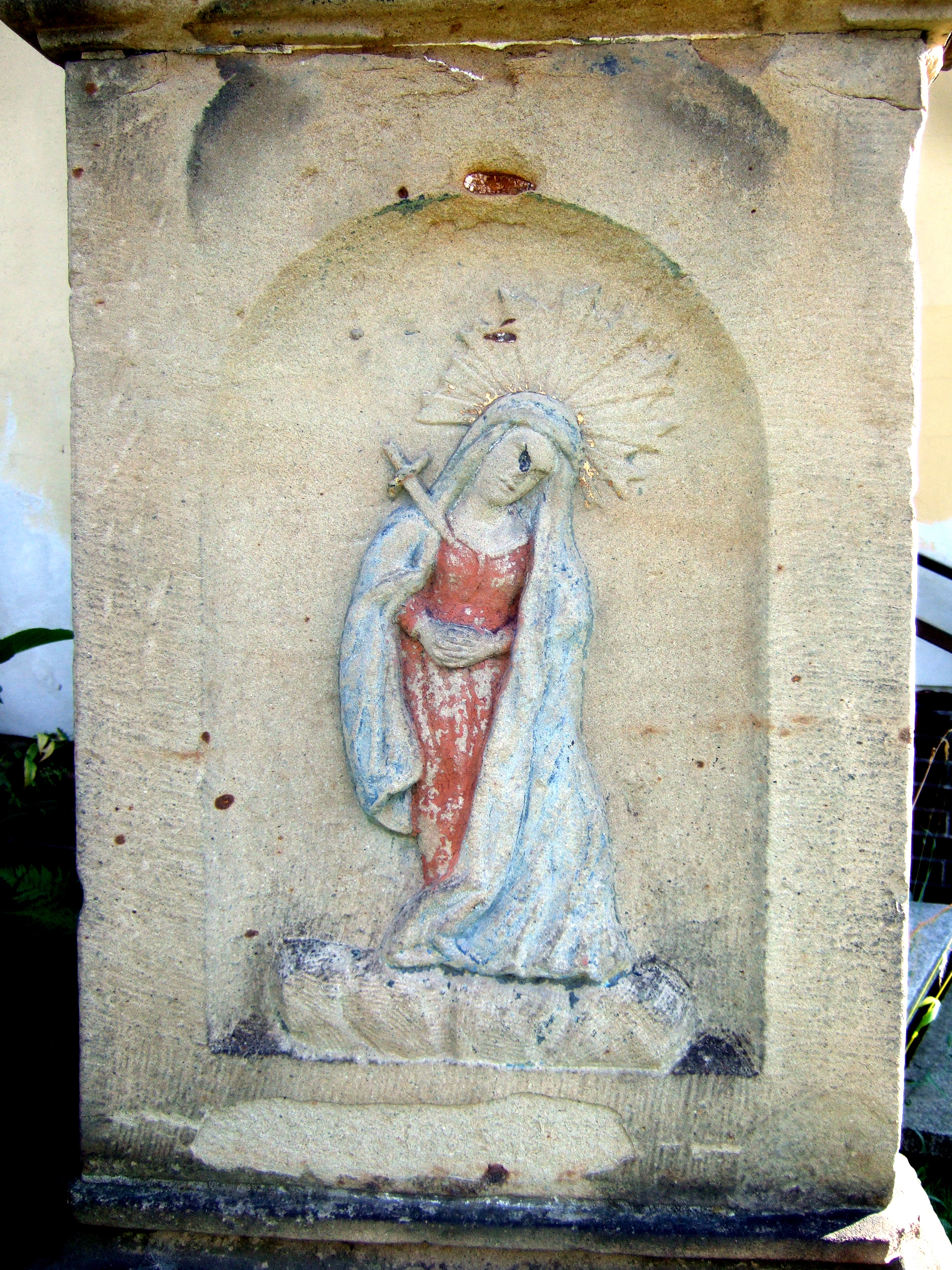
Fabianův kříž, reliéf Bolestné P. Marie
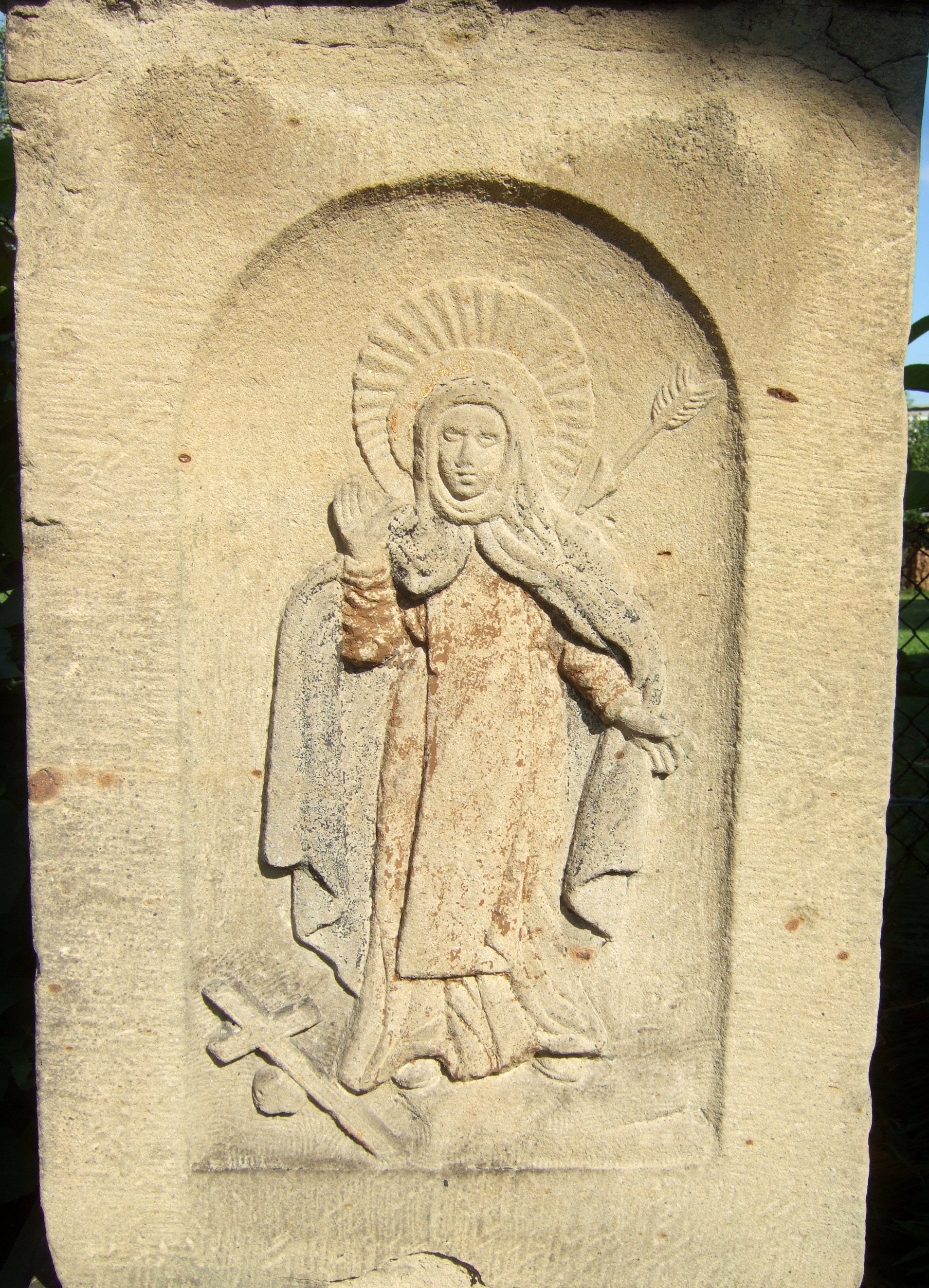
Fabianův kříž, reliéf sv. Terezie
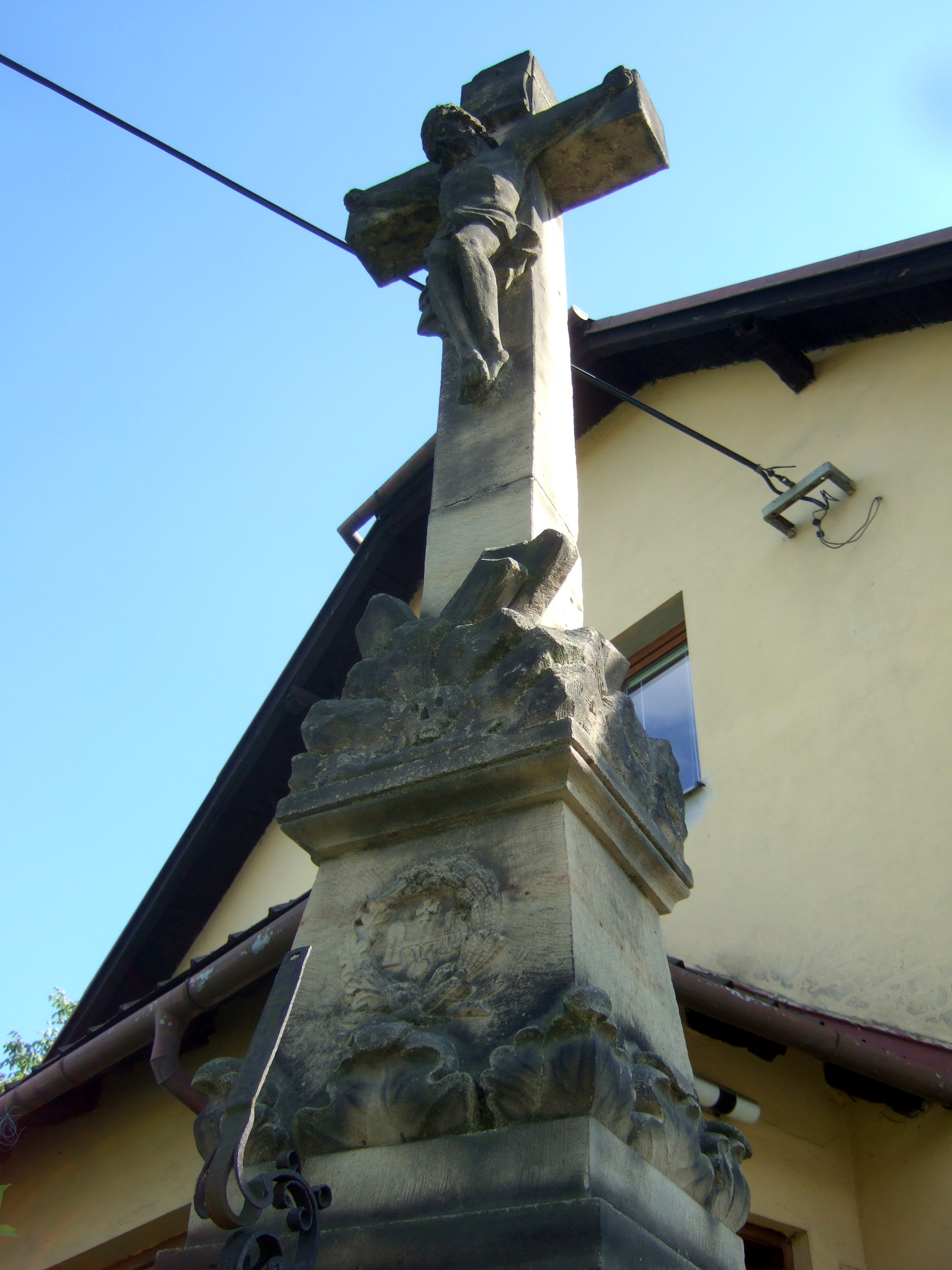
Fabianův kříž, krucifix